# 中易楷体
中易楷体（英語：SimKai），是由北京中易中标电子信息技术有限公司制作并持有版权的TrueType字体，使用楷书作为其字体风格。中易楷体随着简体中文版Microsoft Windows一同发行，文件名为 SimKai.ttf。中易楷体在Microsoft Windows和Microsoft Office通常直接显示为“楷体”，该词实为其字体风格的总称。
中易楷体的根本來源為1934年上海華文正楷銅模鑄字股份有限公司製作發行的華文正楷鉛字，其原始字稿由書法家陳履坦所書。中国常州华文印刷新技术有限公司的華文楷體也是基於此套鉛字（但常州華文與上海華文正楷銅模鑄字股份有限公司無直接關係，只是名稱偶同）。
在Windows XP及更早操作系统中，中易楷体只包含GB2312字形，字体名称显示为“楷体_GB2312”。从Windows Vista起，中易楷体已涵盖GBK中的所有字形，显示名称也变为“楷体”。由于新字体不兼容旧字体，会导致使用旧版操作系统中设置为楷体的文字无法在新版本操作系统中正确显示字体，转而显示为系统默认的字体，但该问题可以通过将旧版字体文件安装到系统中来解决。